# Зукотти-парк
Зуко́тти-парк (англ. Zuccotti Park) — парк в Нижнем Манхэттене, расположенный между Либерти- и Сидар-стрит, Тринити-Плейс и Бродвеем.
На месте парка в 1696 году была открыта первая в городе кофейня. 5 ноября 1773 года у её стен Сыны свободы провели крупную акцию неповиновения закону о чае. Современная площадь, изначально называвшаяся Либерти-Плаза (англ. Liberty Plaza), была создана компанией U.S. Steel в 1968 году. Строительство велось в рамках возведения 226-метрового офисного здания Уан-Либерти-Плаза на месте снесённого четырьмя годами ранее небоскрёба Зингер-Билдинг.
Парк серьёзно пострадал от разрушения башен ВТЦ 11 сентября 2001 года и некоторое время впоследствии использовался как часть строительной площадки для нового комплекса. На восстановление парка ушло 8 миллионов $. В нём были установлены гранитные скамейки и столы, высажено 54 робиний, также на уличном уровне было вмонтировано несколько сотен светильников. Парк был вновь открыт для посещения в 2006 году, тогда же он получил своё нынешнее название, данное в честь предпринимателя Джона Зукотти. Некоторое время в парке находился крест Всемирного торгового центра.
С середины сентября до разгона в середине ноября 2011 года в парке базировался лагерь активистов акции «Захвати Уолл-стрит».

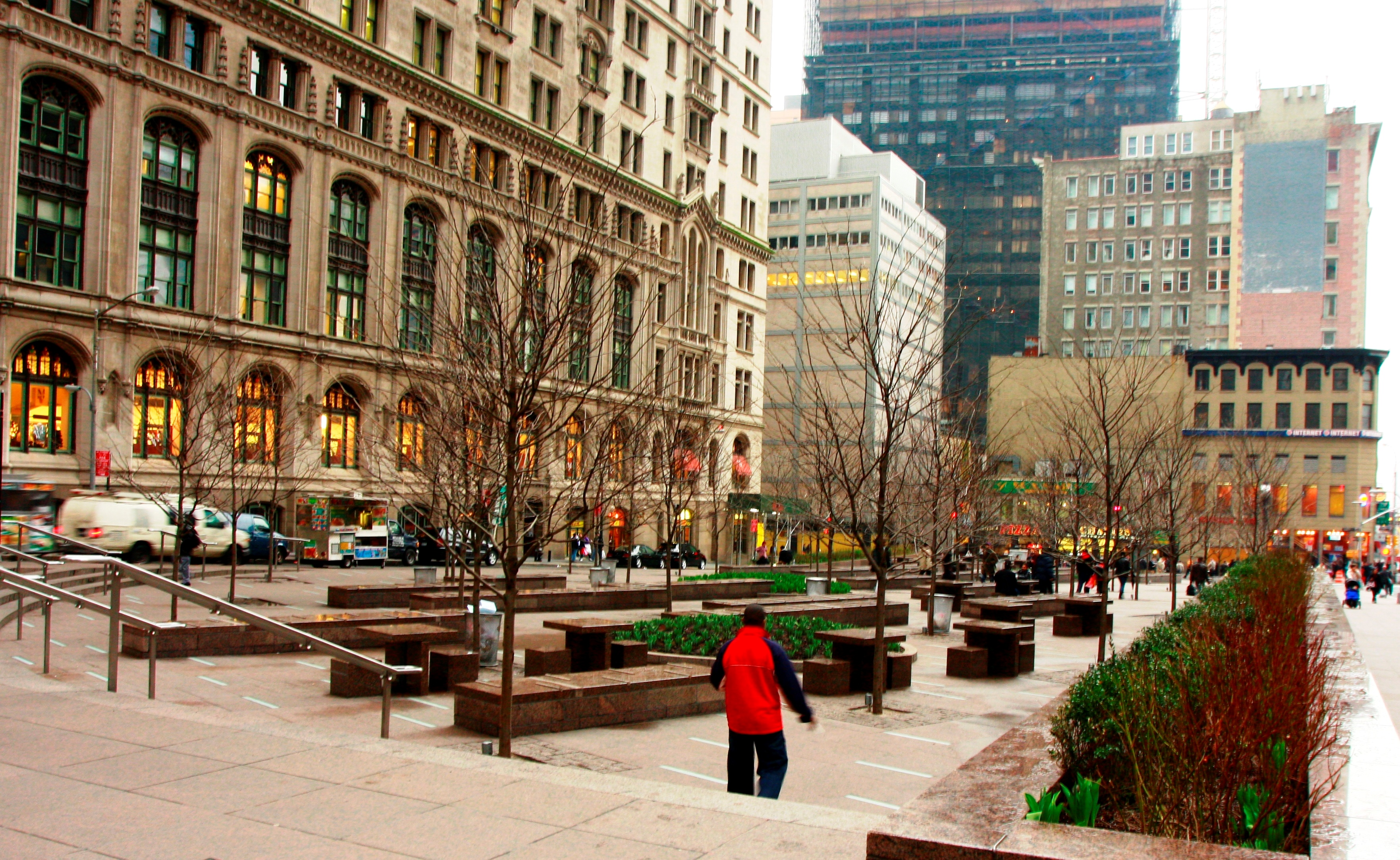
Вид на парк в западном…
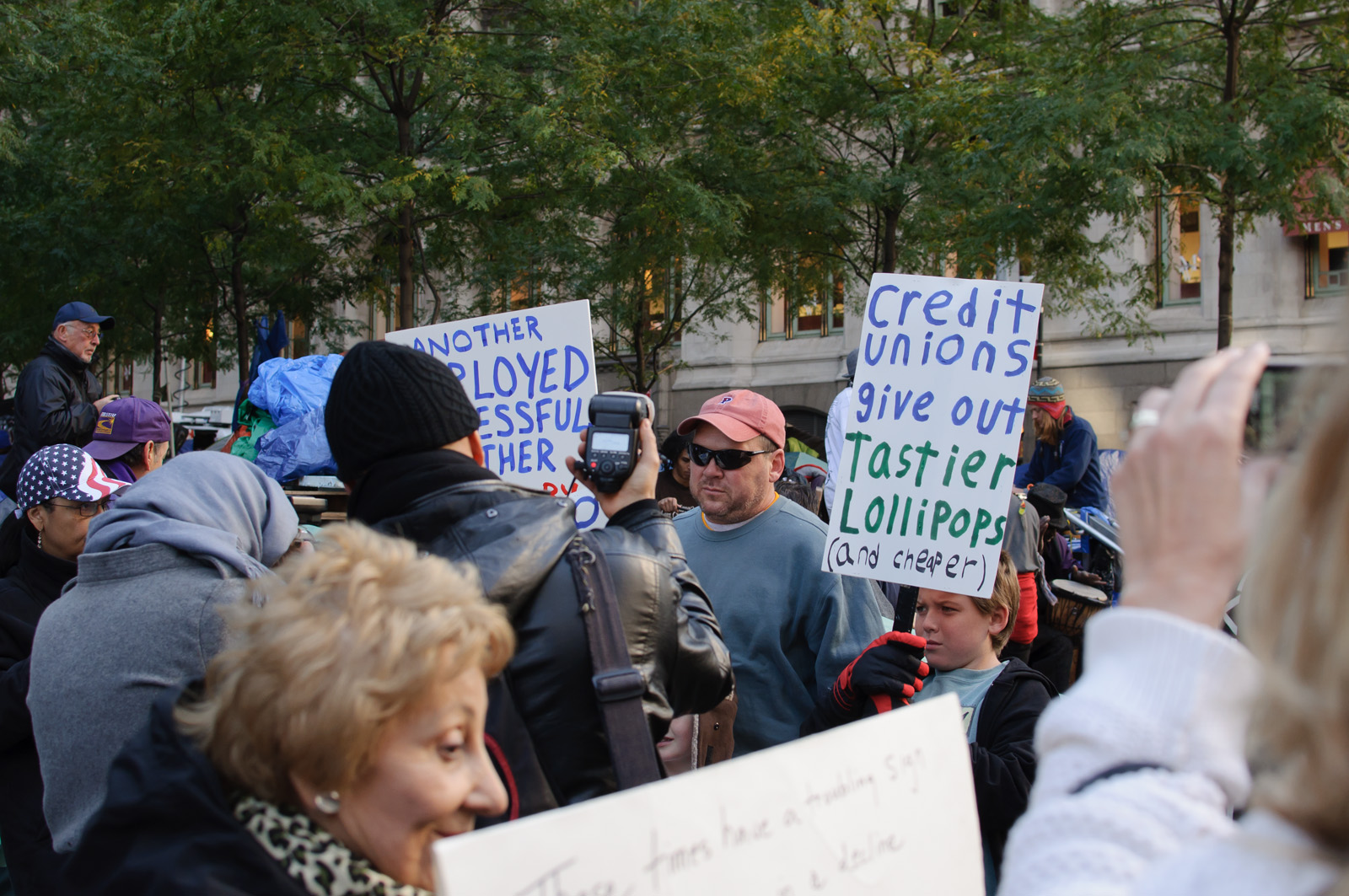
Протестующие во время акции «Захвати Уолл-стрит»